# بی مینت
بی مینت شهری است در ایالت آلاباما در کشور آمریکا.

## مکان
بی مینت در موقعیت () قرار دارد.
با توجه به اطلاعات اداره آمار آمریکا مساحت آن در حدود ۲۰٫۸ کیلومترمربع است.

## مردم‌شناسی
با توجه به آمار سال ۲۰۰۰ جمعیت آن ۷۸۲۰ نفر، ۲۹۵۰ خانواده در آن ساکن هستند.
تعداد ۲۹۵۰ واحد خانه در هر مساحت تقریبی (۱۴۲،۴akm²) قرار دارد.
۲۵،۷% درصد از خانواده‌های فرزند زیر ۱۸ سال داشتند که از این تعداد ۴۷،۴% درصد زوج بوده و ۱۸،۷% درصد زنان بدون شوهر و ۳۰،۲% درصد نیز غیر خانواده بودند.
متوسط درآمد یک خانواده در حدود ۳۴،۶۰۵ دلار آمریکا است و زنان درآمد متوسط ۳۰،۱۴۹ دلار آمریکا و مردان درآمد متوسط ۲۱،۳۶۹ دلار آمریکا بدست می‌آورند.